# Lampe Peacock
La Lampe Peacock est une création des studios Tiffany, conçue par Clara Driscoll en 1905.

## Description
Le mot « Peacock » correspond au paon mâle en français. La lampe a ainsi été nommée en raison des motifs qui rappellent les plumes du paon. 
Ce luminaire a vu le jour en 1905 alors que la demande pour ce type d'objets était en pleine croissance. La production de lampes représentait une source de revenus lucratives pour la compagnie Tiffany, entreprise créée par Louis Comfort Tiffany. La lampe Peacock était à ce moment une des plus chères à être produites par Tiffany.
Plus de 1 000 pièces de verre taillé entrent dans la composition de l'abat-jour. L'assemblage repose sur la technique inventée dans les studios. Elle consiste à border chaque morceau de verre d'un mince ruban de cuivre auto-collant. La soudure au plomb devient alors possible, le plomb ne pouvant pas adhérer au verre. Cette technique, contrairement à l'autre technique avec des baguettes de plomb dans lesquelles on enchâsse le verre, convient très bien aux abat-jour en raison de la petitesse des pièces de verre. Elle permet également des soudures plus fines et améliore ainsi la luminosité de la lampe.
Les couleurs irisées du paon et le motif des plumes avec son œil (ocelle) deviennent rapidement un thème privilégié chez Tiffany. On le retrouve non seulement dans les lampes, mais également dans les vitraux, les vases et les mosaïques. Il était d'ailleurs également courant dans la peinture et les arts décoratifs à l'époque.
La conception de l'abat-jour a été confiée à Clara Driscoll, qui dirigeait le personnel chargé de la taille et de l'assemblage du verre. Elle est à l'origine de quelques-unes des plus belles productions de l'entreprise.
L'abat-jour repose sur un pied richement décoré de vrilles de vigne, motifs naturalistes chers à Tiffany. Il a été fondu dans la propre fonderie de l'entreprise.

## Sources
- Rosalind Pepall, « La lampe Peacock de Tiffany : une merveille de couleur et de lumière », Revue M du Musée des beaux-arts de Montréal,‎ printemps 2012, p. 24 (ISSN 1715-4820)